# Celine (musikal)
Celine, svenskskriven musikal som hade premiär hösten 1997 och spelades på Glashuset på Södermalm i Stockholm. Musikalen skrevs av Thomas Sundström.

## Medverkande
- Anna-Clara Blixt Modin
- Lindy Larsson
- Sean Kelly
- Mattias Edenborn
- Albin Flinkas